# یو جه-میونگ
یو جه-میونگ (انگلیسی: Yoo Jae-myung؛ زادهٔ ۳ ژوئن ۱۹۷۳) بازیگر، و بازیگر تلویزیون اهل کره جنوبی است.